# Rangos e insignias del Forstschutzkommando
Los rangos e insignias del Forstschutzkommando eran el sistema de rangos jerárquicos utilizados por la agencia nacional de servicios forestales en la Alemania nacionalsocialista. Las insignias del cuello y las hombreras identificaban el grado. El verde para el Servicio Forestal del Estado, gris para el Servicio Forestal Comunal, negro para el Servicio Forestal de la Luftwaffe y el Heer y marrón para el Servicio Forestal Privado.

## Rangos

### Rangos (1934 - 1938)
| Hombrera     | Nombre               | Traducción                             |
| ------------ | -------------------- | -------------------------------------- |
|              | Generalforstmeister  | Encargado Forestal General             |
|              | Oberlandforstmeister | Encargado Forestal Primero del Condado |
|              | Landforstmeister     | Encargado Forestal del Condado         |
|              | Oberforstmeister     | Encargado Forestal Primero             |
|              | Forstmeister         | Encargado Forestal                     |
|              | Forstassessor        | Asesor Forestal                        |
|              | Forstreferendar      | Guarda Forestal de Distrito            |
|              | Forstamtmann         | Encargado de la Oficina Forestal       |
|              | Oberförster          | Guardabosques Primero                  |
|              | Revierförster        | Guardabosques de zona                  |
|              | Förster              | Guardabosques                          |
|              | Hilfsförster         | Guardabosques Auxiliar                 |
|              | Unterförster         | Subguardabosques                       |
|              | Forstaufseher        | Guarda Forestal                        |
| Sin insignia | Forstanwärter        | Aspirante a Guarda Forestal            |
| Fuente:      |                      |                                        |

### Rangos (1938 - 1942)
| Cuello  | Hombrera     | Nombre                           | Traducción                             |
| ------- | ------------ | -------------------------------- | -------------------------------------- |
|         |              | Reichsforstmeister               | Encargado Forestal del Reich           |
|         |              | Generalforstmeister              | Encargado Forestal General             |
|         |              | Ministerialdirigent              | Secretario                             |
|         |              | Oberlandforstmeister             | Encargado Forestal Primero del Condado |
|         |              | Landforstmeister                 | Encargado Forestal del Condado         |
|         |              | Oberforstmeister                 | Encargado Forestal Primero             |
|         |              | Forstmeister                     | Encargado Forestal                     |
|         | Forstamtmann | Encargado de la Oficina Forestal |                                        |
|         |              | Oberförster                      | Guardabosques Primero                  |
|         |              | Revierförster                    | Guardabosques de Zona                  |
|         |              | Förster                          | Guardabosques                          |
|         |              | Unterförster                     | Subguardabosques                       |
|         |              | Hilfsförster                     | Guardabosques Auxiliar                 |
|         |              | Forstaufseher                    | Guarda Forestal                        |
|         |              | Forstanwärter                    | Aspirante                              |
| Fuente: |              |                                  |                                        |

### Rangos (1942 - 1945)
| Cuello  | Hombrera                       | Nombre                               | Traducción                              |
| ------- | ------------------------------ | ------------------------------------ | --------------------------------------- |
|         |                                | Reichsforstmeister                   | Encargado Forestal del Reich            |
|         |                                | Generalforstmeister                  | Encargado Forestal General              |
|         |                                | Ministerialdirektor                  | Director del Ministerio                 |
|         | Ministerialdirigent            | Secretario                           |                                         |
|         |                                | Oberlandforstmeister                 | Encargado Forestal Primero del Condado  |
|         |                                | Landforstmeister                     | Encargado Forestal del Condado          |
|         | Oberforstmeister               | Encargado Forestal Primero           |                                         |
|         |                                | Forstmeister                         | Encargado Forestal                      |
|         | Forstassessor                  | Asesor Forestal                      |                                         |
|         |                                | Forstreferendar                      | Guarda Forestal de Distrito             |
|         | Sin insignia                   | Anwärter für den höheren Forstdienst | Aspirante al Servicio Superior Forestal |
|         |                                | Forstamtmann                         | Encargado de la Oficina Forestal        |
|         | Oberförster                    | Guardabosques Primero                |                                         |
|         |                                | Revierförster                        | Guardabosques de Zona                   |
|         | Außerplanmäßiger Revierförster | Guardabosques de Zona Supernumerario |                                         |
|         |                                | Revierförsteranwärter                | Aspirante a Guardabosques de Zona       |
|         | Sin insignia                   | Forstlehrling                        | Aprendiz Forestal                       |
|         |                                | Oberforstwart                        | Guardabosques Superior                  |
|         |                                | Forstwart                            | Guardabosques                           |
|         | Außerplanmäßiger Forstwart     | Guardabosques supernumerario         |                                         |
|         |                                | Forstwartanwärter                    | Aspirante a Guardabosques               |
|         |                                | Forstaufseher                        | Guarda Forestal                         |
| Fuente: |                                |                                      |                                         |